# The Moment I Knew
"The Moment I Knew"  é uma canção da cantora e compositora norte-americana Taylor Swift, presente na versão deluxe de seu quarto álbum de estúdio, Red (2012).

## Desempenho nas tabelas musicais

### Posições
| Posições (2012)                              | Melhor posição |
| -------------------------------------------- | -------------- |
| Canadá (Canadian Hot 100)                    | 58             |
| Estados Unidos (Billboard Hot Country Songs) | 16             |
| Estados Unidos - Billboard Hot 100           | 64             |
| Reino Unido - UK Singles Charts)             | 197            |